# Holmetjärnet (Laxarby socken, Dalsland, 655452-130280)
Holmetjärnet är en sjö i Bengtsfors kommun i Dalsland och ingår i Göta älvs huvudavrinningsområde.